# Alpenstadion Kapfenberg
Das Alpenstadion Kapfenberg (2001 bis 2023 als Franz-Fekete-Stadion bekannt) ist ein Fußballstadion mit Leichtathletikanlage in der österreichischen Stadt Kapfenberg, Bundesland Steiermark. Es ist die Heimspielstätte des Fußballvereins Kapfenberger SV.

## Geschichte
Das Alpenstadion wurde in den Jahren 1941 bis 1951 unter dem damaligen Bürgermeister Heinrich Scheibengraf gebaut. Es wurde am 10. September 1950 unter dem Namen Alpenstadion eröffnet. Zur Eröffnung war der damalige österreichische Meister FK Austria Wien geladen, der vor 10.000 Zuschauern die Heimmannschaft mit 8 : 1 besiegte.

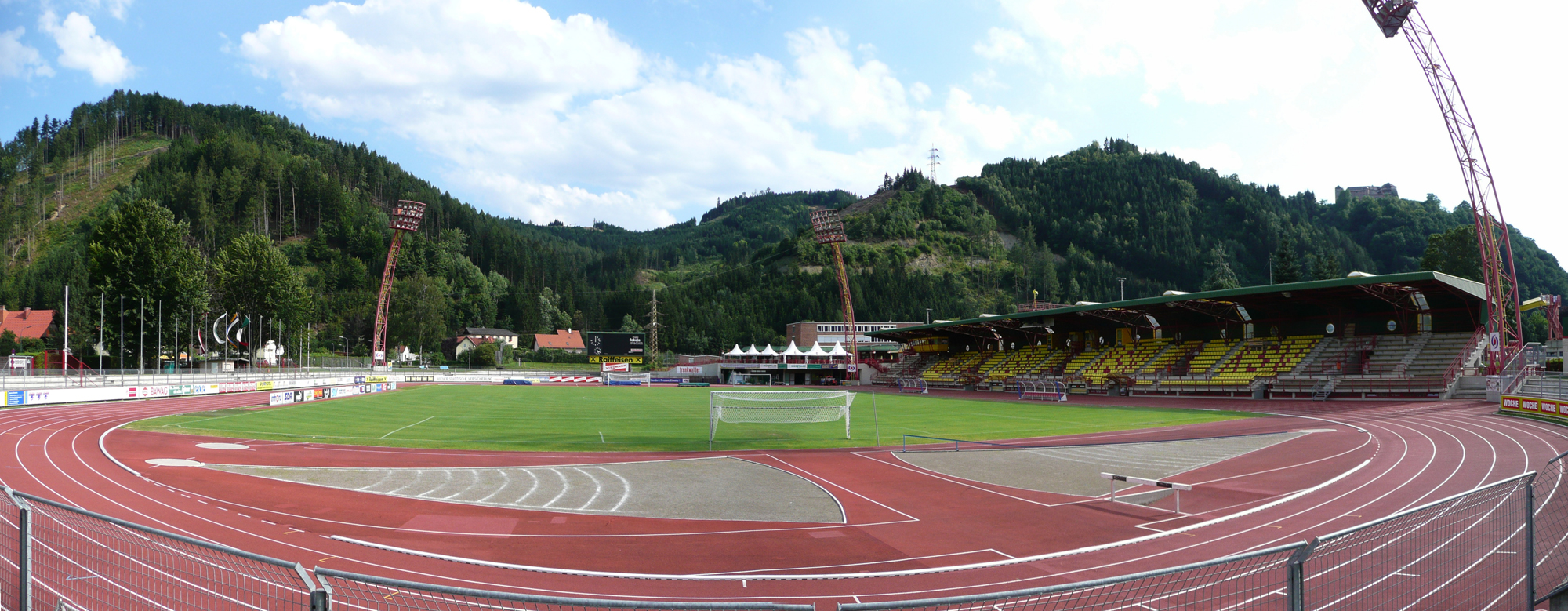
Innenansicht des Stadions

Zwischen 1951 und 1967 war das Stadion insgesamt elf Saisonen lang Austragungsort der Heimspiele der Kapfenberger SV in der höchsten Spielklasse. Von 1985 bis 1987 wurde das Stadion weitgehend unter dem Kapfenberger Bürgermeister Franz Fekete ausgebaut und modernisiert. In den Jahren danach kamen ein Sporthotel und eine Flutlichtanlage hinzu. Seit 2003 ist in Kapfenberg direkt neben dem Stadion auch die einzige beheizbare Kunstrasenanlage Österreichs in Betrieb. Zurzeit bietet das Stadion 10.000 Menschen Platz, wobei rund 2.000 Sitzplätze auf der Haupttribüne und 1000 Sitzplätze auf der 2009-11 errichteten Murauer Tribüne verfügbar sind. Weitere 7.000 Stehplätze befinden sich rund um die Spielfläche.
1994, 1995 und 1996 fanden in diesem Stadion die österreichischen Supercupfinals statt. In der Saison 1996/97 trug der Grazer AK einen Großteil seiner Bundesligaheimspiele sowie die drei Heimspiele im UEFA-Cup in Kapfenberg aus, darunter auch das Rückspiel zur zweiten Hauptrunde gegen Inter Mailand vor 11.000 Zusehern, die hohe Publikumszahl wurde durch Zusatztribünen ermöglicht. Am 18. September 2001, anlässlich des 80. Geburtstages des Altbürgermeister Franz Fekete, erhielt das Stadion den Namen Franz-Fekete-Stadion. Am 19. Februar 2009 starb Fekete im Alter von 87 Jahren in Kapfenberg.

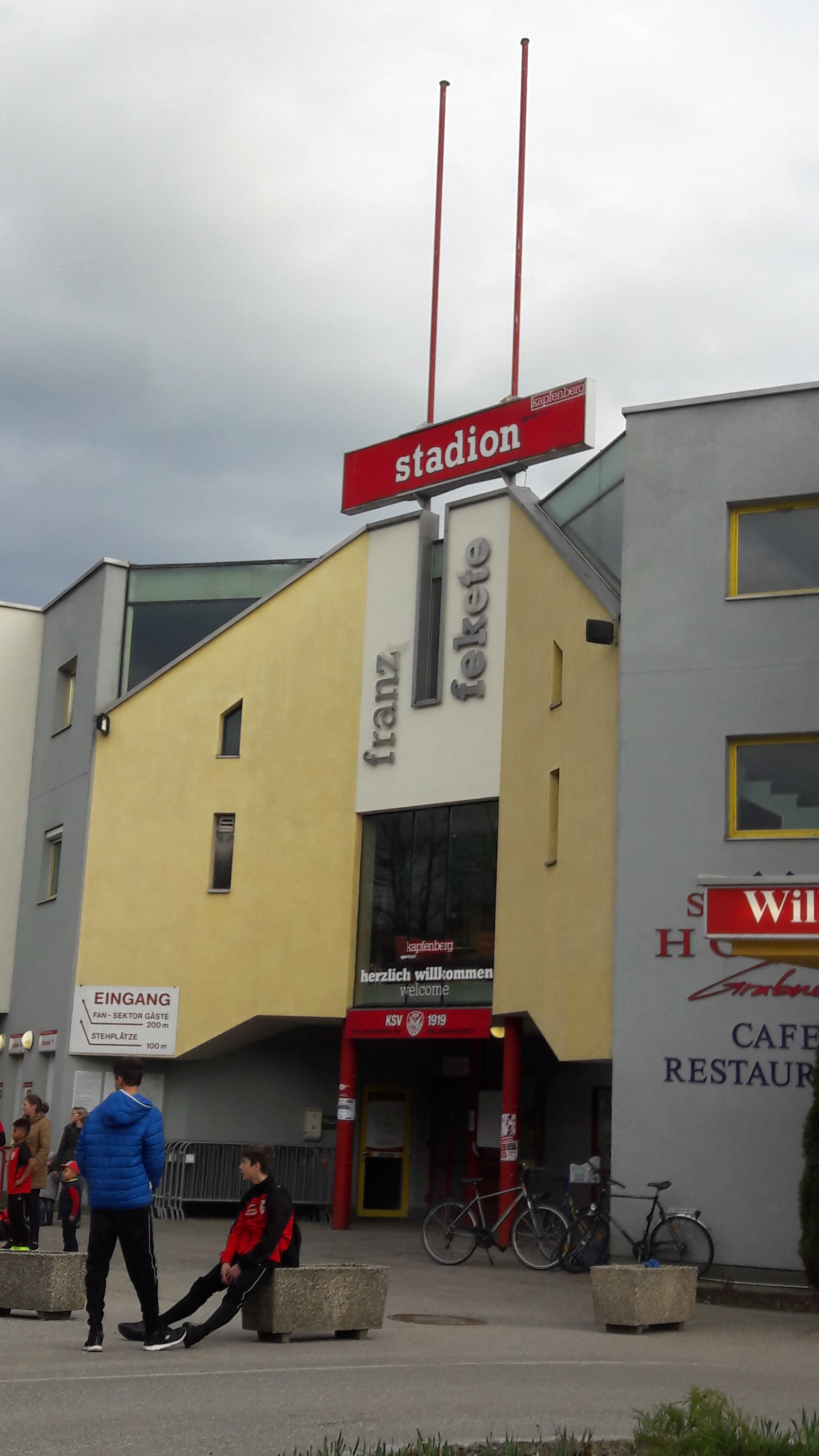
Der Eingang zum Stadion

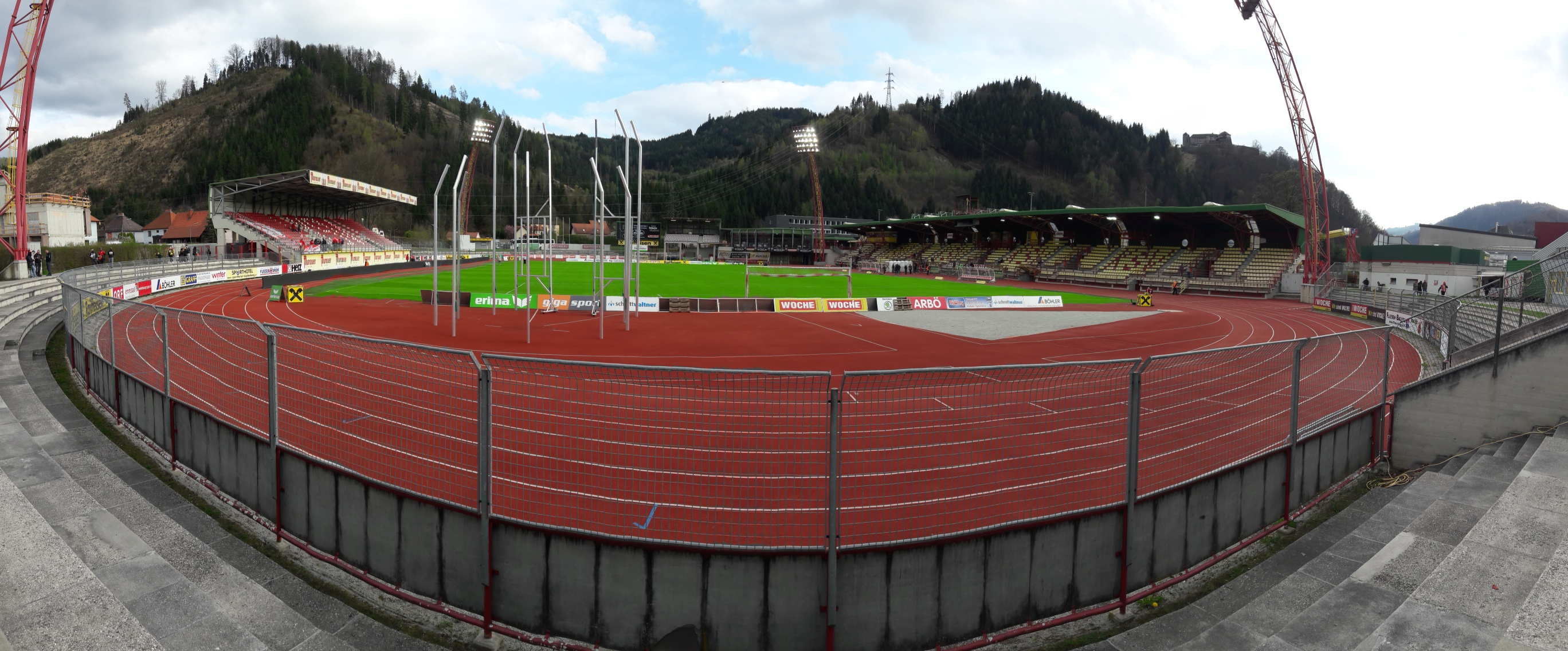
Das Franz Fekete Stadion im Jahr 2017

Im Jahr 2008 wurde dem Verein angesichts des Aufstiegs der Profimannschaft in die österreichische Bundesliga, vom Vorstand der Bundesliga vorgeschrieben, dass das Stadion um eine Sitzplatztribüne erweitert werden müsse, um überhaupt bundesligatauglich zu sein. Da die Kapfenberger SV mit diesem Vorhaben allerdings bis zur Saison 2009/10, also insgesamt zwei Jahre Zeit hatte, entschloss sie sich den Bau der Zusatztribüne erst im Sommer 2009 zu beginnen. Trotz zahlreicher Arbeitsstunden wurde man vor Saisonbeginn nicht fertig. So kam es, dass zum Heimspiel der ersten Runde das Tribünendach noch fehlte und erst kurz vor dem nächsten Heimspiel in der zweiten Runde fertiggestellt wurde. Die fixe Tribüne, sie ersetzte das Provisorium, wurde schließlich im Herbst 2011 fertiggestellt, in weiterer Folge verringerte sich die Kapazität des Stadions auf 10.000 Besucher.

## Diskussion um Namensgebung und Rücknahme der Benennung
Im Zusammenhang mit einem am 21. November 2022 in der österreichischen Tageszeitung Der Standard erschienenen Artikel über die SS-Vergangenheit Feketes wurde in verschiedenen Medien eine Umbenennung des Franz-Fekete-Stadions in den Raum gestellt und diskutiert.
Die Österreichische Fußball-Bundesliga und der ÖFB reagierten bereits am 21. November 2022 mit folgendem Statement: „Die Bundesliga und der ÖFB können zwar die Bezeichnung des Stadions nicht ändern, werden den Namen jedoch ab sofort nicht mehr verwenden und zukünftig im Meisterschaftsbetrieb, im Cup und auf allen Kanälen vom "Stadion Kapfenberg" sprechen. Des Weiteren wird Kontakt zum Dokumentationsarchiv des österreichischen Widerstandes (DÖW) aufgenommen werden, um die Namensgebung weiterer österreichischer Stadien zu untersuchen.“
Wegen der dokumentierten SS-Vergangenheit Feketes wurde die Rücknahme der Benennung des Stadions am 14. Dezember 2023 im Kapfenberger Gemeinderat entschieden und per 1. Jänner 2024 wirksam.